# Petersita-(Y)
La petersita-(Y) és un mineral de la classe dels fosfats, que pertany al grup de la mixita.

## Característiques
La petersita-(Y) és un fosfat de fórmula química (Y,Ce,Nd)Cu₆(PO₄)₃(OH)₆·3H₂O. Va ser aprovada com a espècie vàlida per l'Associació Mineralògica Internacional l'any 1981. Cristal·litza en el sistema hexagonal. La seva duresa a l'escala de Mohs es troba entre 3 i 4.
Segons la classificació de Nickel-Strunz, la petersita-(Y) pertany a «08.DL - Fosfats, etc, amb cations de mida mitjana i gran, (OH, etc.):RO₄ = 2:1» juntament amb els següents minerals: foggita, cyrilovita, mil·lisita, wardita, agardita-(Nd), agardita-(Y), agardita-(Ce), agardita-(La), goudeyita, mixita, zalesiïta, plumboagardita, calciopetersita, cheremnykhita, dugganita, kuksita, wallkilldellita-(Mn), wallkilldellita-(Fe) i angastonita.

## Formació i jaciments
És un mineral secundari molt rar que es troba en hornfels de biotita-plagioclasa prop d'un dipòsit diabase que talla sediments del Triàsic. Sol trobar-se associada a altres minerals com: calcopirita, malaquita, crisocol·la, hematites, clorita, òpal o quars. Va ser descoberta a Laurel Hill, a Secaucus, al comtat de Hudson, Nova Jersey (Estats Units).